# Bibliografia sobre Frederick Douglass

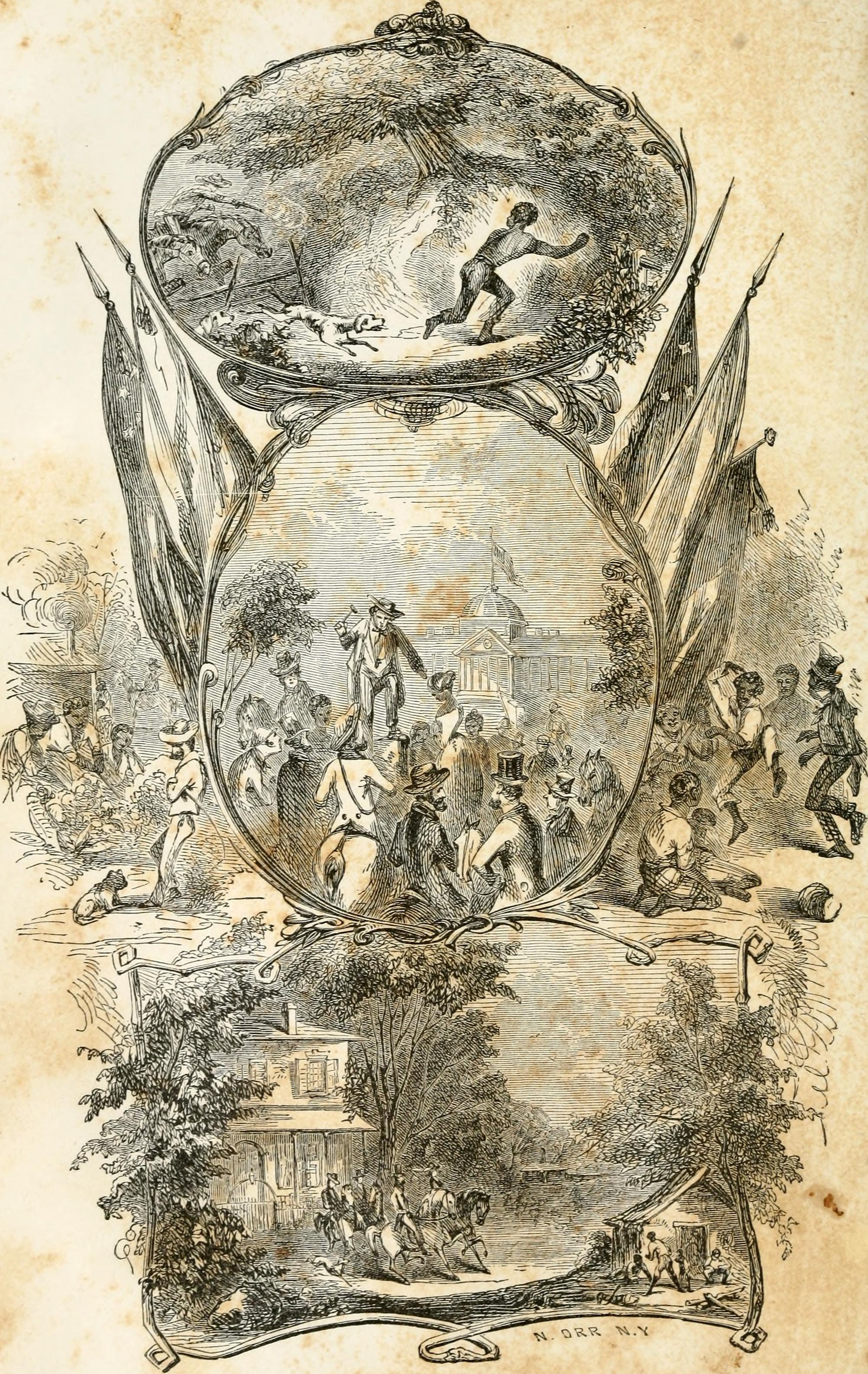
Ilustração do livro autobiográfico My Bondage and My Freedom (1855) de Douglass.

Esta bibliografia reúne as obras que versam sobre o líder dos direitos civis estadunidense, Frederick Douglass (1817–1895).
O livro autobiográfico de Douglass faz parte do cânon da literatura e da cultura estadunidenses.
Segundo Eduardo Carli de Moraes, "é crucial ler a obra e conhecer a vida desta figura histórica tão significativa que foi Frederick Douglass (1818-1895). Para um retrato autêntico da experiência-de-vida concreta de escravos e senhores, de escravizados e escravizadores, o discurso frequentemente abstrato, generalista e descarnado dos filósofos faz bem em deixar-se informar e iluminar por obras que carregam e comunicam a vida em carne-e-osso".
O historiador Eric Foner diz que foi seu tio e também historiador Philip Foner quem iniciou o resgate da obra de Douglass na década de 1950, então já praticamente esquecida; ligado à esquerda que, na época, sofria as perseguições do Macartismo, Philip Foner reuniu os escritos de Douglass e os publicou em quatro volumes; até então os livros de história eram omissos sobre sua luta e escritos (quando hoje todos lhe fazem referência); Foner, assim, trouxe à tona esta figura "significativa e brilhante", parte das personalidades até então marginalizadas das obras na historiografia: os trabalhadores, os afro-americanos e as mulheres.

## Livros em inglês
| Título | Autor(es)                                                               | Dados da edição                                                | Data |
| --- | ----------------------------------------------------------------------- | -------------------------------------------------------------- | ---- |
| Frederick Douglass's Curious Audiences: Ethos in the Age of the Consumable Subject                                                               | Terry Baxter                                                            | Routledge (240 pág.)                                           | 2004 |
| Love Across Color Lines: Ottilie Assing and Frederick Douglass                                                                                   | Maria Diedrich                                                          | Hill and Wang                                                  | 2000 |
| Frederick Douglass' Civil War: Keeping Faith in Jubilee                                                                                          | David W. Blight                                                         | Louisiana State University Press (270 pág.)                    | 1989 |
| Free At Last: The Life of Frederick Douglass | Arna Bontemps                                                           | New York: Dodd, Mead (310 pág.)                                | 1971 |
| Frederick Douglass: Oratory from Slavery | David B. Chesebrough                                                    | Greenwood Press (200 pág.)                                     | 1998 |
| Frederick Douglass | Charles Chesnutt                                                        | Boston: Small, Maynard & Company (141 pág.)                    | 1899 |
| Frederick Douglass: A Precursor of Liberation Theology                                                                                           | Reginald F. Davis.                                                      | Mercer University Press (138 pág.)                             | 2005 |
| Narrative of the Life of Frederick Douglas, An American Slave, Written By Himself                                                                | Frederick Douglass.                                                     | Boston: Anti-Slavery Office (125 pág.)                         | 1845 |
| Life and Times of Frederick Douglass | Frederick Douglass                                                      | Hartford, CT: Park Publishing                                  | 1881 |
| Frederick Douglass: A Biography | Philip S. Foner                                                         | New York: Citadel Press (444 pág.)                             | 1964 |
| Frederick Douglass: Critical Perspectives Past and Present                                                                                       | Henry Louis Gates, Jr.; Kwame Anthony Appiah (editores).                | New York: Amistad                                              | 1994 |
| Frederick Douglass, the Orator | James M. Gregory                                                        | Willey & Co. (215 pág.)                                        | 1893 |
| Frederick Douglass: The Colored Orator | Frederic May Holland.                                                   | New York: Funk & Wagnalls (Edição revisada em 1895) (423 pág.) | 1891 |
| Slave and Citizen: The Life of Frederick Douglass                                                                                                | Nathan Irvin Huggins                                                    | Longman                                                        | 1997 |
| Frederick Douglass: A Critical Reader | Bill E. Lawson (editor).                                                | Blackwell Publishers (424 pág.)                                | 1998 |
| Martin Delany, Frederick Douglass and the Politics of Representative Identity                                                                    | Robert S. Levine.                                                       | University of North Carolina Press (314 pág.)                  | 1997 |
| The Mind of Frederick Douglass | Waldo E. Martin                                                         | University of North Carolina Press                             | 1985 |
| Frederick Douglass | William S. McFeely                                                      | Norwalk, CT: Easton Press (465 pág.)                           | 1995 |
| No Struggle, No Progress: Frederick Douglass and His Proverbial Rhetoric for Civil Rights                                                        | Wolfgang Mieder                                                         | Peter Lang                                                     | 2001 |
| Creative Conflict in African American Thought: Frederick Douglass, Alexander Crummell, Booker T. Washington, W. E. B. Du Bois, and Marcus Garvey | Wilson Jeremiah Moses.                                                  | Cambridge University Press (326 pág.)                          | 2004 |
| The Radical and the Republican: Frederick Douglass, Abraham Lincoln, and the Triumph of Antislavery Politics                                     | James Oakes                                                             | New York: W. W. Norton (328 pág.)                              | 2007 |
| Young Frederick Douglass: The Maryland Years | Dickson J. Preston                                                      | Johns Hopkins University Press                                 | 1985 |
| Frederick Douglass | Benjamin Quarles                                                        | Washington, DC: The Associated Publishers (379 pág.)           | 1948 |
| Liberating Sojourn: Frederick Douglass and Transatlantic Reform                                                                                  | Alan J. Rice; Martin Crawford (editores)                                | University of Georgia Press (240 pág.)                         | 1999 |
| We Are All Together Now: Frederick Douglass, William Lloyd Garrison and the Prophetic Tradition                                                  | William Rogers                                                          | Garland (182 pág.)                                             | 1995 |
| Frederick Douglass: Abolitionist Editor | Sharman Apt Russell                                                     | Chelsea House Publishers                                       | 2004 |
| On Racial Frontiers: The New Culture of Frederick Douglass, Ralph Ellison, and Bob Marley                                                        | Gregory Stephens                                                        | Cambridge University Press (342 pág.)                          | 1999 |
| Frederick Douglass: New Literary and Historical Essays                                                                                           | Eric J. Sundquist (editor)                                              | Cambridge University Press (301 pág.)                          | 1993 |
| Frederick Douglass | Booker T. Washington                                                    | Philadelphia: George W. Jacobsn & Co. (365 pág.)               | 1907 |
| Voice in the Slave Narrative of Oludah Equiano, Frederick Douglass, and Solomon Northrup                                                         | Carver Wendell Waters                                                   | Edwin Mellen Press (252 pág.)                                  | 2002 |
| Narrative Life: The Moral and Religious Thought of Frederick Douglass                                                                            | Scott C. Williamson                                                     | Mercer University Press                                        | 2002 |
| Frederick Douglass and the Black Liberation Movement: The North Star of American Blacks                                                          | Jin-Ping Wu                                                             | Taylor & Francis/Garland Science (176 pág.)                    | 2000 |
| Picturing Frederick Douglass: An Illustrated Biography of the Nineteenth Century’s Most Photographed American                                    | John Stauffer, Zoe Trodd, Celeste-Marie Bernier e Henry Louis Gates Jr. | Liveright Book/W. W. Norton (320 pág.), ISBN 978-0-87140-468-8 | 2015 |

## Livros em português
| Título                                                                                 | Autor(es)                                           | Dados da edição | Data      |
| -------------------------------------------------------------------------------------- | --------------------------------------------------- | --- | --------- |
| A Narrativa Da Vida de Frederick Douglass, Um Escravo Americano: Escrita Por Ele Mesmo | Frederick Douglass (Leonardo Poglia Vidal tradutor) | Createspace Independent Publishing Platform (204 pág.), ISBN 978-1515175346 Aetia Editorial (164 pág.) ISBN 978-8594447067 | 2016 2018 |
| Madison Washington, o escravo heroico                                                  | Frederick Douglass (Felipe Vale da Silva, tradutor) | Aetia Editorial (108 pág.) ISBN 978-8594447104                                                                             | 2019      |